# استیون لیبات
استیون لِی‌بات (انگلیسی: Stephen Laybutt؛ زادهٔ ۳ سپتامبر ۱۹۷۷) بازیکن سابق فوتبال اهل استرالیا است.
از باشگاه‌هایی که در آن بازی کرده‌است می‌توان به باشگاه فوتبال خنت، باشگاه فوتبال لین، باشگاه فوتبال نیوکاسل یونایتد جتس و باشگاه فوتبال فاینورد اشاره کرد.